# ساعت خوش (فیلم ۲۰۱۵)
ساعت خوش (انگلیسی: Happy Hour) فیلمی محصول سال ۲۰۱۵ ژاپن به کارگردانی ریوسوکی هاماگوچی است. چهار بازیگر زن این فیلم به صورت مشترک جایزه بهترین بازیگر زن جشنواره لوکارنو در سال ۲۰۱۵ را دریاتف کردند.

## داستان
این فیلم زندگی چهار زن سی و هفت ساله طبقه متوسط را دنبال می‌کند که با هم دوست هستند و در کوبه زندگی می‌کنند: جون بیکار، ساکوراکو خانه‌دار، آکاری پرستاری مطلقه و فومی مدیر هنری متأهل.